# Léon Fossey
Pour les articles homonymes, voir Fossey.
Léon Fossey, né le 17 mars 1829 à Paris où il est mort le 1er février 1877, est un compositeur et chef d'orchestre français.

## Biographie
Fossey a été admis en 1845 dans la classe d’Antoine Elwart au Conservatoire de Paris, où il a obtenu un accessit d’harmonie au concours de 1847, et le second prix en 1849.
Il fut second puis premier chef d'orchestre au Théâtre de la Gaîté de 1849 à 1869, puis premier chef de celui de l'Ambigu de 1869 à sa mort.
Il a écrit la musique de deux opérettes en un acte : Pomme d’api (Gaîté, mars 1859), et Marcel et Cie (Bouffes-Parisiens, 15 octobre 1867). On a de lui de nombreux arrangements d'airs d'opéras pour le piano, ainsi que plusieurs œuvres originales, dont des danses, valses, polkas, quadrilles, etc. 